# Vuelta a Suecia
La Vuelta a Suecia (también llamada PostGirot Open) fue una carrera ciclista por etapas que se disputó entre 1982 y 2002 en Suecia.
El corredor que más veces se impuso fue el sueco Michael Andersson, con tres victorias.

## Palmarés
| Año  | Ganador                 | Segundo             | Tercero             |
| ---- | ----------------------- | ------------------- | ------------------- |
| 1982 | Tommy Prim              | Giuseppe Petito     | Lucien Van Impe     |
| 1983 | Tommy Prim              | Alexandre Krasnov   | Per Christiansson   |
| 1984 | Alan Peiper             | Alf Sergersall      | Sean Yates          |
| 1985 | Marc Gomez              | Gerrit Solleveld    | Atle Kvålsvoll      |
| 1986 | Gilbert Duclos-Lassalle | Frans Maassen       | Jelle Nijdam        |
| 1987 | Gerrie Knetemann        | Andrzej Mierzewjski | Per Moberg          |
| 1988 | Jesper Worre            | Bruno Cornillet     | Edwig Van Hooydonck |
| 1989 | Atle Kvålsvoll          | Viatcheslav Ekimov  | Peter Pegestam      |
| 1990 | Dimitri Zhdanov         | Frans Maassen       | Jelle Nijdam        |
| 1991 | Michael Andersson       | Dag-Erik Pedersen   | Lars Wahlqvist      |
| 1992 | Michael Andersson       | Bo Hamburger        | Daren Smith         |
| 1993 | Phil Anderson           | Francis Moreau      | Lance Armstrong     |
| 1994 | Erik Dekker             | Michel Lafis        | Arvis Piziks        |
| 1995 | Erik Dekker             | Michel Lafis        | Léon Van Bon        |
| 1996 | Michael Blaudzun        | Bert Dietz          | Max van Heeswijk    |
| 1997 | Gianpaolo Mondini       | Stephan Gottschling | Sven Holestol       |
| 1998 | Steven De Jongh         | Magnus Bäckstedt    | Marcus Ljungqvist   |
| 1999 | Jakob Piil              | Jesper Skibby       | Martin Rittsel      |
| 2000 | Michael Andersson       | Erik Dekker         | Fabio Malberti      |
| 2001 | Thor Hushovd            | Stuart O'Grady      | Raphael Schweda     |
| 2002 | Kurt-Asle Arvesen       | René Haselbacher    | Fredrik Modin       |

## Palmarés por países
| País         | Victorias |
| ------------ | --------- |
| Suecia       | 5         |
| Países Bajos | 4         |
| Dinamarca    | 3         |
| Noruega      | 3         |
| Australia    | 2         |
| Francia      | 2         |
| Rusia        | 1         |
| Italia       | 1         |

- Datos: Q1633240
- Multimedia: Postgirot Open / Q1633240